# 丽江铃子香
丽江铃子香（学名：Chelonopsis lichiangensis）为唇形科铃子香属下的一个种。